# Karang Sari (Air Naningan)
Karang Sari is een bestuurslaag in het regentschap Tanggamus van de provincie Lampung, Indonesië. Karang Sari telt 1999 inwoners (volkstelling 2010).